# Petronio Romo
Petronio Romo Stuart (Santiago, 6 de mayo de 1924-Santiago, 14 de abril de 2010) fue un locutor radial y publicista chileno, reconocido como una de las voces más icónicas de la radio en Chile. En homenaje a su memoria fue declarado cada 14 de abril como el «Día Nacional del Locutor Radial».

## Biografía
Nacido en Santiago en 1924, fue hijo de Armando Romo Boza y Mary Stuart, chilena de origen británico. A temprana edad debido a la separación de sus padres migró junto a su madre y sus tres hermanos a la ciudad de Concepción, donde estuvo sus primeros años de vida, realizó sus estudios y pasó su juventud. 

## Trayectoria
Comenzó su carrera como locutor radial luego de una audición abierta a la que se presentó para Radio Cóndor de dicha ciudad en 1945, hasta que fue despedido por un error que cometió en la lectura de un guion de radioteatro, siendo contratado luego por Radio Simón Bolívar hasta que se mudó a Santiago, donde fue contratado por Radio Cooperativa, siendo la voz característica de la introducción de El Diario de Cooperativa, el noticiario de la estación radial. Asimismo, continuó con sus labores para las radios de la provincia de Concepción, siendo la voz institucional de la Radio El Carbón de Lota desde su fundación en 1959, para posteriormente pasar a Radio Bío-Bío cuando inició sus transmisiones en abril de 1966, al ser amigo personal de Nibaldo Mosciatti Moena, su fundador. Allí se hizo conocido por la emisión de las Brevenotas, que consistían en cápsulas radiofónicas con datos curiosos e información de cultura general. Asimismo, realizó múltiples campañas publicitarias radiales y fue la voz de la introducción al noticiario de la radio, El Informador, siendo también lector de noticias. También se desempeñó como locutor en otras radios chilenas, como Radio Minería, Radio Corporación junto a Raúl Matas, Radio Nuevo Mundo, Radio Gabriela, Radio O'Higgins y Radio Magallanes, entre otras, así como también fue voz publicitaria en español para la agencia McCann Erickson y en televisión, fue la voz institucional de Teleonce/Universidad de Chile Televisión en 1980 y ya como Chilevisión entre 1993 y 1995, incursionando del mismo modo como voz en off en otros medios audiovisuales, como largometrajes y cortometrajes del cine chileno.

## Vida personal
Contrajo matrimonio con la también locutora radial Silvia Moreno, más conocida como Silvia Brown, con la que estuvo casado por cincuenta años y tuvo dos hijos. Posteriormente contrajo segundas nupcias y tuvo un hijastro de esa unión.

## Muerte
Romo falleció el 14 de abril de 2010 en su domicilio ubicado en la comuna de La Reina producto de una insuficiencia renal debido a la diabetes que padecía, siendo sus restos mortales velados en la Iglesia de la Veracruz del barrio Lastarria, en su ciudad natal. Como homenaje póstumo fue declarado el 14 de abril, día de su fallecimiento, mediante el Decreto con Fuerza de Ley N° 28.001 el Día Nacional del Locutor, siendo publicado el 5 de abril de 2017 en el Diario Oficial.

## Premios y reconocimientos
- 2005: Premio Apes a la trayectoria.[7]